# Ricardo Calvo Agostí
Ricardo Calvo Agostí (Madrid, 19 de abril de 1875-Madrid 13 de junio de 1966) fue un actor y director de teatro español.

## Biografía
Nació el 19 de abril de 1875 en la ciudad de Madrid, España. Procedente de una familia de artistas, era hijo de Rafael Calvo Revilla, nieto de José Ramón Calvo, primo de Rafael Calvo Ruiz de Morales y sobrino de Ricardo y Luis Calvo Revilla.
Debutó en los escenarios en 1899, cuando desempeñó dos papeles de la obra Cyrano de Bergerac en el Teatro Español. Al año siguiente participó en El cura de Longueval y en Nerón, pero su renombre lo alcanzó interpretando a personajes de clásicos españoles como Don Juan Tenorio, Don Álvaro o la fuerza del sino (1917, con Matilde Moreno) y La vida es sueño.
En 1910 contrajo matrimonio con Lola Velázquez, con quien tendría a su hija Pepita. En 1914 se produjo su debut en la gran pantalla con La fuerza del mal, película dirigida y escrita por Manuel Catalán. Al año siguiente participó en otras dos películas de Catalán, en los cortometrajes Pero yo te vengaré y El fantasma negro.
Se apartó del mundo cinematográfico para fundar una compañía de teatro en 1919, junto a Jacinto Benavente y con la que dirigió algunas obras. En 1943 participó en El escándalo, adaptación que José Luis Sáenz de Heredia realizó sobre la novela homónima de Pedro Antonio de Alarcón y a la que siguieron otras como La fe (1947), de Rafael Gil, y El tirano de Toledo (1953), una producción franco-italo-española dirigida por Henri Decoin y Fernando Palacios. Además, realizó varias giras teatrales por algunos países de Europa y América.
Recibió numerosos premios y condecoraciones, entre ellas la Medalla de Oro del Círculo de Bellas Artes, la gran cruz de la Orden de Santiago de la Espada y la encomienda de la Orden de Alfonso X el Sabio. Además fue nombrado hijo predilecto de Madrid, el ayuntamiento de Barcelona bautizó una de las calles de la ciudad con su nombre y uno de los países americanos que más visitó, México, le nombró general honorario de su ejército.
Ricardo Calvo murió el 13 de junio de 1966 en Madrid debido a una hemorragia cerebral y su capilla ardiente fue instalada en el Teatro Español, siendo enterrado dos días después en el cementerio de la Sacramental de San Justo.

## Filmografía
- La fuerza del mal (1914)
- Pero yo te vengaré (1915)
- El fantasma negro (1915)
- El escándalo (1943)
- Lola Montes (1944)
- Eugenia de Montijo (1944)
- La fe (1947)
- Canción de medianoche (1947)
- La dama del armiño (1947)
- Póker de ases (1948)
- Gabriel el calvo (1949)
- Catalina de Inglaterra (1951)
- La canción de la Malibrán (1951)
- El tirano de Toledo (1953)
- La guerra de Dios (1953)
- Murió hace quince años (1954)

## Obras de teatro
El siguiente es un listado parcial de las obras de teatro en las que Ricardo Calvo Agostí participó como actor:
- Cyrano de Bergerac
- El cura de Longueval
- Nerón
- Otelo
- Los leales
- La vida es sueño
- Don Juan Tenorio
- La moza del cántaro
- No hay burlas con el amor
- Los amantes de Teruel
- Reinar después de morir
- Don Álvaro o la fuerza del sino
- Traidor, inconfeso y mártir
- El zapatero y el rey
- El divino impaciente
- La danza de la cautiva
- Casa de muñecas
- Romeo y Julieta
- El castigo sin venganza